# Rodolfo Villalobos
Rodolfo Villalobos Alpizar (29 september 1992) is een Costa Ricaans wielrenner die anno 2016 rijdt voor Coopenae Extralum.

## Carrière
In 2012 werd Villalobos nationaal kampioen tijdrijden door het veertig kilometer lang parcours in en rond Ticabán het snelst af te leggen. Later dat jaar wist hij, na een vierde plaats in de laatste etappe, twaalfde te worden in het eindklassement van de Ronde van Costa Rica. Een jaar later werd hij tweede in de eerste individuele tijdrit in diezelfde wedstrijd.
In 2014 moest Villalobos op het nationale kampioenschap tijdrijden twee minuten en vijftien seconden toegeven op winnaar Josué González, waarmee hij op de zesde plaats eindigde. In de Ronde van Costa Rica van dat jaar wist Villalobos, wederom in een tijdrit, González wel te verslaan en zo de etappe te winnen.
In juni 2015 werd Villalobos vierde en tweede in respectievelijk de tijdrit en de wegwedstrijd op de nationale kampioenschappen. In de Ronde van Costa Rica, de afsluiter van het wielerjaar, wist hij op de zesde plaats in het algemeen klassement te eindigen. Op 17 februari 2016 werd Villalobos echter, net als drie ploeggenoten, door de UCI voorlopig geschorst nadat hij tijdens die koers positief testte op het gebruik van ostarine en methylhexanamine. Later besloot de UCI hem voor drie jaar te schorsen en zijn resultaten vanaf de Costa Ricaanse etappekoers te schrappen.

## Overwinningen
2012
 Costa Ricaans kampioen tijdrijden, Elite
2014
 Costa Ricaans kampioen tijdrijden, Beloften
4e etappe Ronde van Costa Rica

## Ploegen
- 2016 –  Coopenae Extralum

Alpízar · Betancourt · Brenes · Carballo · González · Jiménez · Mejía · Salas · Solano · B. Villalobos · R. Villalobos